# Witalij Szułakow
Witalij Jurjewicz Szułakow, ros. Виталий Юрьевич Шулаков (ur. 9 maja 1983 w Angarsku) – rosyjski hokeista.
Jego brat Dmitrij (ur. 197) także został hokeistą.

## Kariera
- Amur 2 Chabarowsk (1997-1998)
- Torpedo 2 Jarosław (1999-2000)
- Samorodok Chabarowsk (2000-2002)
- Amur 2 Chabarowsk (2002-2004)
  -  Eniergija Kemerowo (2002-2003)
  -  Eniergija 2 Kemerowo (2002-2003)
- Amur Chabarowsk (2003-2005)
  -  Gazowik Tiumeń (2003-2004)
  -  Spartak Moskwa (2005-2012)
  -  Amur Chabarowsk (2006-2012)
- Saławat Jułajew Ufa (2012-2013)
- Nieftiechimik Niżniekamsk (2013-2014)
- Łada Togliatti (2014-2015)
- Amur Chabarowsk (2015-2016)
- Jugra Chanty-Mansyjsk (2016-)
- HSC Csíkszereda (2018-2019)
- Olimp Ryga (2019-2020)

Wychowanek Jermaka Angarsk. Od połowy stycznia 2013 zawodnik Nieftiechimika Niżniekamsk. Od maja 2014 zawodnik Łady Togliatti. Od czerwca 2015 zawodnik Amuru. Od lipca 2016 zawodnik Jugry Chanty-Mansyjsk. W sierpniu 2018 przeszedł do rumuńskiego, a we wrześniu 2020 do łotewskiego Olimpu Ryga. 

## Sukcesy
Klubowe
- Srebrny medal Erste Liga: 2019 z HSC Csíkszereda

Indywidualne
- KHL (2011/2012): najlepszy obrońca miesiąca - październik 2011